# نوسکا (رود)
نوسکا (به لاتین: Noska) یک رود در روسیه است که در استان تیومن واقع شده‌است.